# Lucio Manlio Acidino
Lucio Manlio Acidino (en latín, Lucius Manlius Acidinus) fue un político y militar de la República romana del siglo III a. C., miembro de la gens Manlia, que ocupó el cargo de pretor urbano en 210 a. C.
Fue enviado por el Senado romano a Sicilia para traer de vuelta al cónsul Marco Valerio Levino para celebrar las elecciones. En 207 a. C. se encontraba con las tropas estacionadas en Narni para oponerse al general cartaginés Asdrúbal Barca, y fue el primero en enviar a Roma la información de la derrota de este último.
En 206 a. C. recibió el gobierno de la provincia de Hispania junto con Lucio Cornelio Léntulo con poderes proconsulares y, durante el siguiente año, conquistó a los ausetanos y a los ilergetes, que se habían rebelado contra Roma en ausencia de Escipión el Africano. No volvió a Roma hasta 199 a. C. A su vuelta no pudo celebrar la ovación que le había otorgado el Senado por oposición del tribuno de la plebe Publio Porcio Leca.